# Timothy Geithner
Timothy Franz Geithner dit Tim Geithner, né le 18 août 1961 à New York, est un haut fonctionnaire, homme politique et homme d'affaires américain. Président de la Federal Reserve Bank of New York entre 2003 et 2009 et, à ce titre, vice-président du Federal Open Market Committee (FOMC), il est secrétaire au Trésor entre 2009 et 2013 dans l'administration du président Barack Obama. Il est ensuite recruté par Warburg Pincus, un grand fonds d’investissement.

## Biographie

### Jeunesse et formation
Timothy Geithner est né à Brooklyn, dans la ville de New York. Il termine ses études secondaires à l'International School de Bangkok (Thaïlande) puis intègre le Dartmouth College où il obtient un baccalauréat universitaire en gouvernance et études asiatiques en 1983. En 1985, il obtient un M.A en économie internationale et études est-asiatiques de l'école d'études internationales avancées de l'université Johns-Hopkins. Il a étudié le japonais et le chinois et vécu en Afrique de l'Est, en Inde, en Thaïlande, en Chine et au Japon.

### Une carrière dans la finance mondiale
Après la fin de ses études, il travaille pendant trois ans à Washington pour Kissinger Associates, le cabinet de consultants de l'ancien secrétaire d'État Henry Kissinger. En 1988, il rejoint la division des affaires internationales du département américain du Trésor. Il joue un rôle important lors de la crise économique asiatique de 1997-1998.
En 1999, il est nommé sous-secrétaire au Trésor pour les Affaires internationales dans l'administration Clinton et sert sous deux secrétaires au Trésor successifs, Robert Rubin et Lawrence Summers.
En 2002, il quitte le Trésor pour rejoindre le Conseil sur les Relations étrangères (Council on Foreign Relations) dans le département d'économie internationale. Il travaille alors pour le Fonds monétaire international comme directeur de la politique du développement qu'il quitte en octobre 2003 pour la Réserve fédérale de New York. En 2006, il devient membre de l'influent groupe de conseil en finances de Washington, le groupe des Trente (Group of Thirty).
Lors de la crise financière de 2008, il participe, en tant que président de la FED de New York, au côté du secrétaire au Trésor Henry Paulson et du président de la FED Ben Bernanke à l'élaboration du plan Paulson.

### Secrétaire au Trésor
Le 21 novembre 2008, les médias américains rapportent que le président élu Barack Obama a décidé de nommer Timothy Geithner au poste de secrétaire au Trésor, ce qui est confirmé le 24 novembre.
Le 26 janvier 2009, il est confirmé par le Sénat dans ses fonctions avec 60 voix pour et 36 contre. Il quitte son poste en janvier 2013 et est remplacé par Jacob Lew.
Il intègre ensuite le fonds d’investissement Warburg Pincus.

### Vie privée
Il est marié à Carole M. Sonnenfeld, rencontrée au Dartmouth College, avec laquelle il a deux enfants.